# Milano Palermo - Il ritorno
Milano Palermo - Il ritorno è un film del 2007 diretto da Claudio Fragasso.
La pellicola è il sequel di Palermo Milano - Solo andata. 
Questo film è riconosciuto come d'interesse culturale nazionale dalla Direzione generale Cinema e audiovisivo del Ministero per i beni e le attività culturali e per il turismo italiano, in base alla delibera ministeriale del 30 maggio 2005. È uscito nelle sale il 23 novembre 2007.

## Trama
(Tagline del film)
Dopo undici anni di carcere, il ragioniere della mafia Turi Arcangelo Leofonte può tornare in libertà. Grazie alle sue confessioni, sono stati arrestati quasi tutti i membri del clan Scalia (che gli sterminarono quasi l'intera famiglia ad eccezione di sua figlia Chiara), e ora deve essere scortato all'estero per raggiungere una località segreta dove trascorrere la sua vita con una nuova identità. Si scopre che nel corso di questi undici anni gli agenti Ligresti e Terenzi, facenti parte della squadra di polizia che portò Leofonte a Milano per testimoniare, hanno perso la vita nel tentativo di proteggere Chiara, e la stessa sorte è toccata a Francesco Vinci, poliziotto e migliore amico del Vice Questore Aggiunto Nino Di Venanzio, nonché marito di Chiara e padre dei suoi due figli. Dopo la morte dell'amico, Nino si è avvicinato molto a Chiara e le confessa il pericolo che corre: con la scarcerazione di suo padre la donna e i bambini non sono più sotto protezione, il vecchio boss siciliano è ormai morto, ma suo figlio Rocco vuole vendicare il proprio clan e ottenere i soldi di Leofonte.
La squadra si ricompone: a Di Venanzio si aggiungono, tra gli altri, l'Ispettore Superiore Remo Matteotti e Libero, fratello di Tarcisio che ha fortemente voluto entrare in Polizia contro il volere di Remo per vendicare l'omicidio del fratello nel primo film.
Alle Terme di Montecatini, Chiara insieme ai figli raggiunge la squadra per convincere il padre a restituire i soldi sottratti al clan Scalia, all'insaputa di Nino: padre e figlia si rivedono dopo tanto tempo. Il ragioniere nasconde i propri conti attraverso una complicatissima password, che però viene compresa facilmente dal suo nipotino Stefano, sofferente di autismo ma capace di comprendere complessi giochi matematici. Leofonte, dunque, affida al nipote la chiave per aprire gli enormi archivi bancari, ma lo spietato Rocco Scalia ha organizzato un attacco in grande stile: in un sanguinoso scontro a fuoco il piccolo viene rapito, la madre Chiara ferita gravemente e alcuni agenti uccisi. 
Scalia promette per telefono di liberare il bambino in cambio della consegna del ragioniere Leofonte e si tiene in contatto con Nino per trattare lo scambio. Oltre a Di venanzio, della scorta sono rimasti in vita solo Remo, Libero (che ha raggiunto Montecatini in moto dopo essere stato lasciato indietro da Remo, che teme possa fare la fine di Tarcisio), Giorgio Zampagna e Elda Fiore: tutti insieme partono all'inseguimento di Scalia e dei suoi uomini.
Il piccolo Stefano viene portato in Sicilia, nelle campagne di Roccanivora, un tempo appartenute al temibile Salvatore Scalia, e a controllarlo ci sono Rosaria, giovane donna fanatica e fedele servitrice del clan, e il suo giovane figlio Tony, il quale possiede una pistola e attende l'ordine del boss per compiere il suo primo omicidio ed entrare così nella famiglia. Scalia intanto ha teso un agguato alla squadra di Nino in un vecchio casello: i suoi uomini sono morti e Rocco ordina al poliziotto di lasciare indietro la sua squadra. Nino, temendo per la vita dei suoi, fa credere al boss di essere rimasto solo e intima a Remo di tornare indietro con il resto del gruppo, ma questi lo raggiunge ben presto. A Palermo, nel porto, avviene lo scambio che risulta essere un agguato: Scalia non solo ha il bambino, ma riesce anche a prendersi Leofonte. L'intervento del resto della squadra costringe il boss alla fuga dopo un rocambolesco inseguimento a bordo di una moto che Libero, lasciato nuovamente indietro, aveva rubato per ricongiungersi al gruppo. Nel frattempo era emerso che il magistrato Maria Avezzano era stata corrotta da Rocco Scalia e forniva tutti i dettagli degli spostamenti della squadra ai mafiosi. 
A questo punto il gruppo mafioso si reca con il prigioniero a casa di Rosaria, in campagna, dove ci sono anche Tony e Stefano. Leofonte inserisce la password (che si rivelerà essere falsa) nei conti sul computer in cambio del nipotino, ma anche questa volta Rocco Scalia non rispetta gli accordi e ordina a Tony di uccidere Stefano, ma le vicissitudini di quei giorni hanno fatto in modo che il figlio di Rosaria e Stefano diventassero amici e il primo, non avendo né il coraggio di sparargli né voglia di obbedire a Scalia, esplode un colpo di pistola in aria. Furioso, Scalia se la prende con Rosaria e le spara in testa per vendetta salvo poi puntare la pistola su Stefano e a quel punto intervengono immediatamente Di Venanzio e i suoi che l'avevano seguito di nascosto e inizia una terribile sparatoria. Leofonte cerca di approfittarne scagliandosi contro Scalia, che gli spara, ma ben presto il boss e i suoi uomini hanno la peggio. Lo scontro si conclude con Nino che uccide Scalia. Leofonte, ferito mortalmente, rivela a Nino di aver dato un codice falso a Scalia e prima di spirare affida la password a Stefano e apprende che Chiara è ormai fuori pericolo. Nino si ricongiunge con Stefano, il quale finalmente lo accetterà come padre.